# Drużyna Tygrysów – Góra Tysiąca Smoków
Drużyna Tygrysów – Góra Tysiąca Smoków (tytuł oryg. Tiger - Team – Der Berg der 1000 Drachen) – niemiecki film familijny z 2010 roku w reżyserii Petera Gersina. Film powstał na podstawie powieści Thomasa Brezina pt. Ein fall für dich und das Tiger Team.
Film w Polsce emitowany jest za pośrednictwem kanału teleTOON+ i TV Puls.

## Fabuła
Biggi (Helena Siegmund-Schultze), Luk (Justus Kammerer) i Patrick (Bruno Schubert) tworzą Drużynę Tygrysa. Gdy nadchodzi lato, dzieciaki marzą o przeżyciu wielkiej przygody.

## Obsada
- Helena Siegmund-Schultze jako Biggi
- Justus Kammerer jako Luk
- Bruno Schubert jako Patrick
- Iris Berben jako panna Q
- Stipe Erceg jako Munroe
- Deshun Wang jako Cheng
- Nina Proll jako pani Papus
- Simon Schwarz jako Krops
- Xu Feng Nian jako Li
- James Taenaka jako pan Bai

i inni